# Крушинник (посёлок)
Крушинник — поселок в Климовском районе Брянской области в составе Плавенского сельского поселения.

## География
Находится в юго-западной части Брянской области на расстоянии приблизительно 19 км на северо-восток по прямой от районного центра поселка Климово.

## История
Известен с 1930-х годов. На карте 1941 года отмечен как безымянное поселение.

## Население
Численность населения: 64 человека в 1939 году, 55 человек в 1979, 5 человек (русские 80 %) в 2002, 5 в 2010.